# Sichelnstein
Sichelnstein ist ein Ortsteil der Gemeinde Staufenberg im südniedersächsischen Landkreis Göttingen (Deutschland).

## Geographische Lage
Sichelnstein liegt auf einer weitläufigen Wiesen- und Ackerfläche zwischen den Wäldern des Kaufunger Walds im Naturpark Münden. Oberhalb bzw. wenige Kilometer nördlich des Tals der Nieste breitet sich das Dorf zwischen den Gemeindeteilen Lutterberg im Nordwesten, Nienhagen im Südosten, Benterode im Südwesten und Landwehrhagen im Westen aus. Der Ort liegt zwischen 320 und 370 m ü. NHN Höhe.
Am südlichen Ortsrand befindet sich die Burgruine Sichelnstein. Nördlich erhebt sich im Wald der Große Staufenberg (ca. 427 m), etwas nordöstlich davon der Hühnerfeldberg (418,4 m) mit nahem Hochmoor Hühnerfeld.

## Geschichte
Zu Beginn des 19. Jahrhunderts, unter der Hoheit Napoleons und der Errichtung des Königreichs Westphalens, wurde das lutherische Dorf Sichelnstein in den Kanton Münden eingegliedert, welches dem Departement der Fulda unterstand. 1813 lebten 93 Personen in Sichelnstein, die sich auf 27 Häuser verteilten. Nach der Auflösung des Königreichs Westphalens ging Sichelnstein in das Fürstentum Göttingen über, jenem Verwaltungsglied im Königreich Hannover, welches zur Landdrostei Hildesheim zählte. Die Verwaltung wurde vom Amt Münden besorgt.
Am 1. Januar 1973 wurde Sichelnstein in die neue Gemeinde Staufenberg eingegliedert.

## Ortsrat
Ortsbürgermeisterin ist Nina Bernhardt (Wir für Sichelnstein), ihr Stellvertreter ist Dirk Patjas (Wir für Sichelnstein).
Der Ortsrat setzt sich aus sieben Ratsfrauen und Ratsherren zusammen.
| Partei | Prozent | Sitze |
| ------ | ------- | ----- |
| WfS*   | 73,57   | 5     |
| SPD    | 20,16   | 1     |
| Grüne  | 6,27    | 1     |

*Wählergruppe „Wir für Sichelnstein“
(Stand: Kommunalwahl am 12. September 2021)

## Kultur und Sehenswürdigkeiten

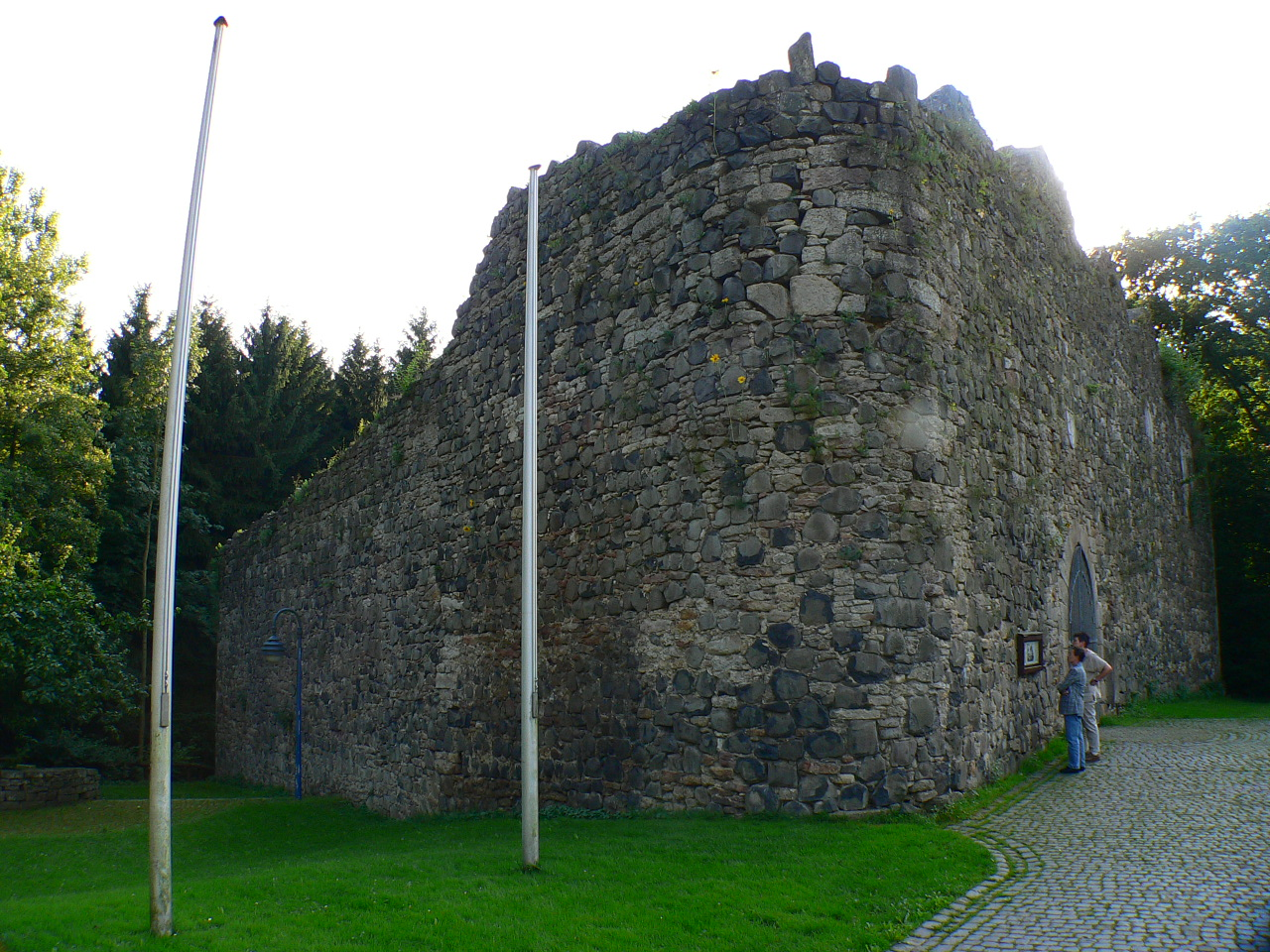
Die Burg Sichelnstein

Sichelnstein weist einen alten Ortskern auf, in dem sich die Burgruine Sichelnstein befindet. Auf dem Burggelände mit Freilichtbühne finden im Sommer kulturelle Veranstaltungen statt.
Oberhalb von Sichelnstein an der Staufenbergstraße (Kreisstraße 222) befindet sich eine parkähnlich gestaltete Wassertretanlage an einem Teich.
Der historische Tönningsborn liegt an der Brunnenstraße. Der ehemalige Quellbrunnen, der den Sichelnsteinern früher als Trinkwasserentnahmestelle diente, wurde vom Heimat- und Verkehrsverein Sichelnstein instand gesetzt.
Das Sport- und Freizeitgelände des Ortsteils befindet sich oberhalb der Herzogstraße am Waldrand. Dort hat der Schützenverein Sichelnstein 1952 e. V. ein Schützenhaus erbaut, das für Feierlichkeiten genutzt werden kann. Auf dem Gelände hat der Sportverein VfL Sichelnstein 1967 e. V. seinen Sitz in einem  Vereinshaus. Ebenfalls auf dem Gelände hat der Verein für Deutsche Schäferhunde seinen Sitz und dort befinden sich der Reitplatz und die Reithalle des Reit- und Fahrvereins Kaufunger Wald.
Von Sichelnstein aus kann der Naturpark Münden erkundet werden. Oberhalb von Sichelnstein hat der Luftsportverein Münden/Staufenberg den Segelflugplatz Staufenberg am Großen Staufenberg errichtet.

## Wappen
Das Wappen Sichelnsteins zeigt in der Mitte eine Marmorsäule, die von zwei Sicheln flankiert wird. Das Wappen wurde bereits zur Zeit Heinrich des Finklers von den Herren von Sichelnstein genutzt. Dieser erlaubte dem Edlen Witilo von Sichelnstein, nachdem dieser seine Tapferkeit bei der Schlacht bei Riade bewiesen hatte, sein Wappen fortan in gelb zu tragen, sowie es mit zwei Sicheln und einer Marmorsäule zu versehen. In späteren Zeiten wurde das Wappen sowohl vom Amt Sichelnstein als auch von Amt Münden genutzt, die Hintergrundfarbe wechselte von gelb auf rot.